# Joseph Bebeze
Joseph Bebeze (12 de marzo de 1982) es un deportista camerunés que compitió en judo. Ganó una medalla de bronce en los Juegos Panafricanos de 2011 en la categoría de +100 kg.

## Palmarés internacional
| Juegos Panafricanos | Juegos Panafricanos | Juegos Panafricanos | Juegos Panafricanos |
| Año                 | Lugar               | Medalla             | Categoría           |
| ------------------- | ------------------- | ------------------- | ------------------- |
| 2011                | Maputo (Mozambique) | Medalla de bronce   | +100 kg             |